# 구르곰 구르닭
《구르곰 구르닭》는 KBS과 디피에스가 만든 대한민국 교육 애니메이션으로, KBS 1TV에서 2022년 11월 12일부터 2023년 4월 1일까지 방영했다.

## 방송 일시
| 방송 채널 | 방송일                            | 방송 시간 |
| --------- | --------------------------------- | --------- |
| KBS 1TV   | 2022년 11월 12일 ~ 2023년 4월 1일 | 종료      |

## 줄거리
"놀아줘~ 예뻐 할래야 예뻐할 수 없고 미워할래야 미워할 수 없는, 우리는 친구"
자연이 아름답고 울타리의 경계 없이 모두 한 가족같이 모여있는 동물농장, 농장에 구르곰이 등장하면서 구르닭은 이를 시기하지만,농장에서 생존해야 하는 구르닭에게 구르곰을 도와주라는 임무가 하달된다. 
시기의 마음으로 자신의 특별한 레시피로 만든 옥수수빵을 구르곰에게 먹이면서 소심한 복수를 성공하는 듯 싶지만! 게으른 구르곰에게 옥수수빵은 엔도르핀을 생성시키는 역할을 하게 되고 매번 구르곰이 좋아하는 구르송에 맞춰 굴러야 되는 상황에 이른다.  
사육사의 편애에 마음도 상하고 억울한 일도 벌어지지만 그래도 우리는 하나~ 구르송에 맞게 딩구르르 구르며 오늘도 하루를 보낸다.

## 등장인물
- 구르곰(반달가슴곰)
- 구르닭(수탉)
- 구르라(사자)
- 구르몽(원숭이)
- 구르양(양)
- 구르린(기린)
- 카우보이(사람)

## 목소리 출연
- 황창영: 구르곰, 카우보이, 구르라, 구르몽
- 장예나: 구르닭, 구르린, 구르양

## 제작진
- 책임프로듀서: 김자현
- 프로듀서: 이순주, 목훈, 박성준
- 기획: 남진규
- 제작책임: 조홍준
- 총감독: 남진규
- 연출: 오자균, 송길헌
- 시나리오: 제이케이
- 3D 기술 감독: 홍율하
- 3D 배경/소품 제작: 오건, 홍율하
- 미술감독: 김병기
- 캐릭터·색채 디자인: 김병기, 박은영, 전윤선
- 배경/소품 디자인: 김병기, 전윤선
- 스토리보드: 오자균, 송길헌, 신성훈, 정진찬, 김형선, 이기석
- 2D 애니메이션 제작: (주)태인코퍼레이션
- 애니메이션 검수: 김태연, 강신웅
- 파이널: 양승균
- 소품: 김바다
- 편집: 민경호
- 애니메이션: 이상훈, 양정이, 우병규, 이현정, 반샘, 김바다, 최진성, 이정준
- 음악/음향 효과: 뜻밖의 녹음실
- 음악감독,녹음,믹싱: 김태호
- 오프닝,엔딩,작곡: 김성은
- 오프닝 작사: 제이케이
- 오프닝 노래: 김시윤
- 홍보 마케팅: 장대한
- 제작투자: 강원정보문화산업진흥원
- 홈페이지: KBS미디어, 김하늘
- 종합편집: 조경익
- 자막디자인: 황은서
- 조연출: 차한결
- 연출: 목훈
- 공동제작: KBS, dps
- 저작권: KBS, 디피에스 All rights reserved. all about contents

## 방영 목록
| 회차       | 제목                                | 방송 일자        |
| ---------- | ----------------------------------- | ---------------- |
| 1화        | 뒹그르르 구르곰말랑말랑 엉덩이      | 2022년 11월 12일 |
| 2화        | 불편한 동거유령놀이                 | 2022년 11월 19일 |
| 3화        | 꼬끼요빵의 비밀과자와 제리는 맛있어 | 2022년 11월 26일 |
| 4화        | 하늘을 나는 꿈새친구 구르독         | 2022년 12월 3일  |
| 5화        | 구르닭의 덫문어소동                 | 2022년 12월 10일 |
| 6화        | 청소환상의 첫 사랑                  | 2022년 12월 17일 |
| 7화        | 옥수수밭의 복수꿀을 사수하라        | 2022년 12월 24일 |
| 8화        | 구르곰이 구르닭억울해               | 2022년 12월 31일 |
| 9화        | 신체검사동물농장의 역사             | 2023년 1월 7일   |
| 10화       | 농장 후훤회의 방문손수레 경주       | 2023년 1월 14일  |
| 11화       | 자동세차가상의 세계                 | 2023년 1월 28일  |
| 12화       | 파크골프옥수수 파티                 | 2023년 2월 4일   |
| 13화       | 엄마 생각레전트 캥거루              | 2023년 2월 11일  |
| 14화       | 낚시매운 맛 보여줘                  | 2023년 2월 18일  |
| 15화       | 냉탕 온탕구르곰이 유치원에 간다     | 2023년 2월 25일  |
| 16화       | 충치솜사탕 소동                     | 2023년 3월 4일   |
| 17화       | 새차엄마는 용감해                   | 2023년 3월 11일  |
| 18화       | 역도장마                            | 2023년 3월 18일  |
| 19화       | 닭총? 곰총?곰과 콩나무              | 2023년 3월 25일  |
| 최종화(20) | 꿀맛농장을 지켜라!                  | 2023년 4월 1일   |

## 결방 및 편성안내
- 2023년 1월 21일: 설기획 한국인의 밥상의 관계로 인해 결방되었다.